# Parallelia umbrosa
Parallelia umbrosa är en fjärilsart som beskrevs av Walker 1865. Parallelia umbrosa ingår i släktet Parallelia och familjen nattflyn. Inga underarter finns listade i Catalogue of Life.